# Nancy Evans (mezzo-soprano)
Nancy Evans   (19 de març de 1915 - 20 d'agost de 2000) va ser una mezzosoprano anglesa que va tenir una notable carrera com a cantant d'òpera i de concerts. Està particularment associada amb Benjamin Britten, que va escriure el seu cicle de cançons, Un encant de cançons de bressol, i el paper de Nancy en la seva òpera Albert Herring per a ella.

## Biografia
Evans va néixer a Liverpool i va estudiar a l'Escola Secundària Calder per a noies. Després d'estudiar cant primer amb John Tobin i més tard amb Maggie Teyte i Eva de Reusz, va debutar al recital a Liverpool als 18 anys o abans de 1936 va prendre el paper de Dido a l'enregistrament estrenat de Dido and Aeneas de Henry Purcell amb Roy Henderson com a Enees, sota Boyd Neel. Inicialment cantant de recitals i concerts, va fer el seu debut escènic el 1938 a The Rose of Persia, d'Arthur Sullivan, al "Prince's Theatre" de Londres, al que van seguir una sèrie de petits papers al Royal Opera House. Durant la Segona Guerra Mundial, va cantar a tot Europa i l'Orient Mitjà en concerts ENSA per a les forces armades britàniques.
Un cop acabada la guerra, es va unir al recentment format "English Opera Group" de Benjamin Britten. El seu primer paper important en l'òpera va ser Lucretia a la producció de Glyndebourne de 1946 de The Rape of Lucretia de Britten. L'any següent va crear el paper de Nancy al seu Albert Herring, també a Glyndebourne, i el 1948 va cantar Polly en la versió de Britten de The Beggar's Opera.
Després de la seva jubilació, Evans va ensenyar cant a la "Britten-Pears School" de Snape Maltings, un complex artístic a la vora del riu Alde a Snape, Suffolk, Anglaterra. Va ser nomenada OBE el 1991. Va morir a Aldeburgh a l'edat de 85 anys.
A més de la seva faceta interpretativa, Evans va formar part de la Society of Women Musicians, sent la seva presidenta entre 1963 i 1967.

## Vida personal
El seu primer marit va ser el productor discogràfic Walter Legge, amb qui es va casar el 1941. La parella tenia una filla, nascuda el 1942, però es va divorciar el 1948. El 1949, Evans es va casar amb el productor i llibretista Eric Crozier, que es va convertir en cofundador del Festival Aldeburgh amb Britten i Peter Pears.